# باول فلاهيرتي
باول فلاهيرتي (بالإنجليزية: Paul Flaherty)‏ (14 مارس 1964 في ميلواكي، ويسكنسن - 16 مارس 2006 في كاليفورنيا) كان عالم حاسوب وباحث أمريكي مشهور، متخصص في بروتوكولات الإنترنت شارك في تطوير محرك البحث ألتا فيستا.

## حياته
درس باول فلاهيرتي بين عامي 1982 و1986 في جامعة ماركيت في ميلواكي الهندسة الكهربائية، وكذلك الرياضيات كإضافة. أنهى دراسة البكالوريوس بامتياز، ثم انتقل إلى جامعة ستانفورد في كاليفورنيا، قدم هناك بين عامي 1986 حتى عام 1989 رسالة الماجستير وتخرج عام 1994. الموضوع الذي تناوله لنيل شهادة الدكتوراه هو نظام الشبكات وتحسين أدائها من خلال تحليل حركة المرور. اشتغل في عام 1986 و1987 في مختبرات بيل. انتقل بعدها عام 1994 إلى شركة المعدات الرقمية أين قام بتطوير محرك البحث ألتا فيستا الذي كان في أواخر التسعينات من القرن الماضي أكبر محرك بحث، قبل أن يأخذ مكانه محرك البحث الشهير جوجل. أصبح باول عام 1999 المدير التقني لدى ألتا فيستا.
توفي باول فلاهيرتي عام 2006 بسبب إصابته بنوبة قلبية عن عمر الثانية والأربعون.